# Naotake Hanyu
Naotake Hanyu (Prefectura de Chiba, Japó, 22 de desembre de 1979) és un futbolista japonès.

## Selecció japonesa
Naotake Hanyu va disputar 17 partits amb la selecció japonesa.